# Constantin-Ninel Potîrcă
Constantin-Ninel Potîrcă (n. 20 noiembrie 1967, Târgu-Jiu) este un om politic român, de origine romă, care a candidat la alegerile prezidențiale din România, în anul 2009. Implicat în afaceri cu fier vechi, era conform ziarului Gorj Exclusiv unul dintre cei mai bogați romi din țară.

## Candidatura la Președinție
Președinte al Patronatului Oamenilor de Afaceri Romi din România, și-a anunțat candidatura pe 18 august 2009, alegându-și sloganul „E timpul să fim împreună” și declarând „Noi o să venim cu un program electoral solvabil, pe înțelesul tuturor, pe înțelesul oamenilor de rând, al oamenilor de cultură, din toate structurile guvernamentale, al oamenilor politici, al oamenilor de orice natură. (...) Această decizie pe care am luat-o este decizie promptă și eficientă și sunt convins că toți romii vor înțelege programul meu și vor fi alături de mine” În campania electorală a atras atenția „când a venit la București într-o caleașcă, însoțit de copii, nepoți și de un alai de limuzine, pentru a depune la Biroul Electoral Central semnăturile necesare candidaturii sale” și prin promisiunea de a șterge toate datoriile.

## Condamnari
La 6 iunie 2011 a fost trimis în judecată de către Direcția Națională Anticorupție pentru o evaziune fiscală de peste 18 milioane de lei și pentru fals în înscrisuri.
Pe 18 septembrie 2014 Ninel Potîrcă a fost condamnat definitiv de Înalta Curte de Csație și Justiție la 6 ani de închisoare cu executare în acest dosar. În decembrie 2012, a mai primit încă 3 ani și 6 luni de închisoare, judecată rezultată dintr-un alt dosar.